# Odhise Paskali

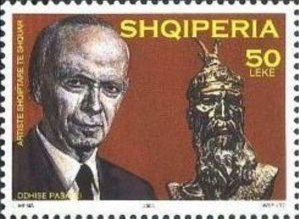
Odhise auf einer Briefmarke von 2003

Odhise Paskali [ɔðiˈsɛ paskaːli]  (* 22. Dezember 1903 in Kozhan bei Përmet; † 13. September 1985 in Tirana) gehörte zu den wichtigsten albanischen Künstlern. Er war Pionier auf dem Gebiet der Bildhauerei in Albanien. Sein Werk wurde mehrfach ausgezeichnet.

## Werdegang

### Ausbildung
Paskali wurde 1903 im Dorf Kozhan bei der südalbanischen Stadt Përmet geboren. 1910 wechselte die Familie ihren Wohnsitz ins Dorf Koblara, wo sein Vater als Dorflehrer das Familieneinkommen verdiente, obwohl er orthodoxer Pfarrer von Beruf war. In Përmet besuchte Paskali die Grundschule.
Nach vielen finanziellen und anderen Problemen konnte Paskali 1916 mit Hilfe eines Arbëresh-Freundes nach Italien auswandern. Nachdem er das Gymnasium abgeschlossen hatte, begann er 1920 bei der Fakultät für Literatur und Philosophie an der Universität Turin zu studieren. 1927 konnte er sein Diplom auf dem Gebiet der Kunstgeschichte zusammen mit dem Historiker Adolfo Venturi verteidigen.
Während seiner Zeit in Turin befand er sich neben seinen Studien täglich im Atelier des Künstlers Edoardo Rubino, wo er das Handwerk des Bildhauers erlernte. Er wurde schon mit seinen ersten Werken berühmt, als er Student war. Er schrieb Artikel, Gedichte und Erzählungen; übersetzte Novellen und Essays über Kunst.

### Erste Erfahrungen mit der Literatur
1929 gab Paskali die erste Ausgabe der Zeitschrift Studenti Shqiptar (Der Albanische Student) heraus, deren Hauptredakteur er bis zur Einstellung nach insgesamt sieben Ausgaben war. Neben literarischen Schaffungen veröffentlichte er dort auch Fotografien über seine Skulpturen und Werke seiner Malerkollegen wie Abdurrahim Buza, Vangjush Mio, Kristaq Sotiri und andere. 1935 kam im Verlag Argys in Tirana ein Buch heraus, das drei von Paskali übersetzte Novellen beinhaltete. Für einige Jahre schwankte er zwischen der Literatur und der bildenden Kunst, ohne die künftige Richtung seiner Schaffenskraft bestimmt zu haben. Das Jahr 1928 markierte die endgültige Wendung und die volle Hingabe zur Bildhauerei.

### Beginn seines Schaffens als Bildhauer

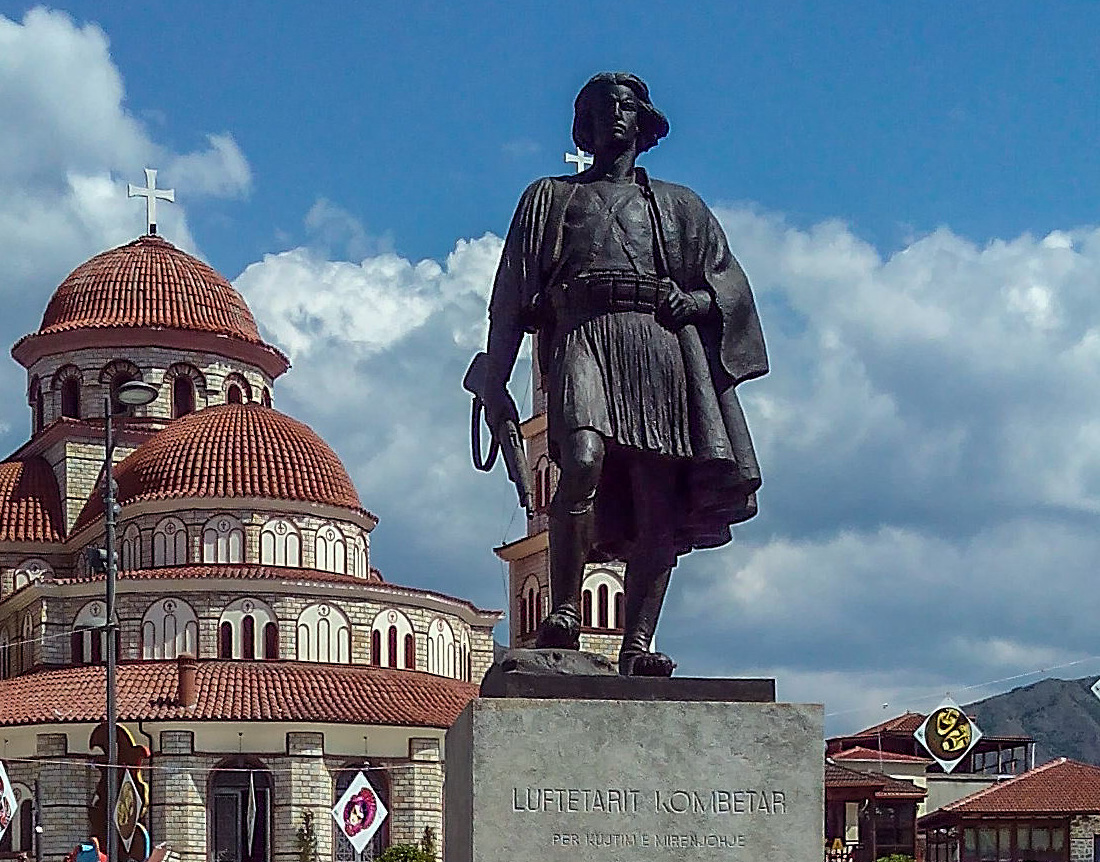
Luftëtari Kombëtar in Korça

Die Bashkia von Korça bestellte ihn für ein den Freiheitskämpfern gewidmetes Monument. Seine erste Skulptur, I Urituri (Der Hungrige), die er 1924 erstellte, machte ihn schnell als aufblühendes Talent der albanischen Kunst bekannt. Mit dem für die Stadt Korça 1932 realisierten Monument Luftëtari Kombëtar (Nationalkämpfer) wurde Paskali jedoch der bekannteste Bildhauer des Landes. Am gleichen Tag wurde in Vlora die Statue Flamurtari (Fahnenträger) eingeweiht. Danach wurden drei weitere Skulpturen in Bronze gegossen: Mihal Grameno (Korça, 1932), Çerçiz Topulli (Gjirokastra, 1934) und Skënderbeu (Skanderbeg; Kukës, 1939).
Mit den Statuen Odhise Paskalis erhielten einige Zentren der wichtigsten albanischen Städte ein völlig neues Bild, das fortan ihre Identität bestimmte. Nach 1927 engagierte sich Paskali ganz dem albanischen Kunstleben und für mehrere Jahre war er an der Spitze vieler wichtiger, nationaler Werke.
1931 gründete er zusammen mit dem Aquarellisten Qenan Mesareja die Gesellschaft Miqtë e Artit (Die Freunde der Kunst), wo sich Künstler aller Bereiche aus Tirana versammelten. Im gleichen Jahr organisierte Odhise Paskali die erste nationale Kunstausstellung Albaniens, die im Mai 1931 in Tirana eröffnet wurde.

### Die Zeichenschule und Paskalis Einfluss in der Kunst Albaniens

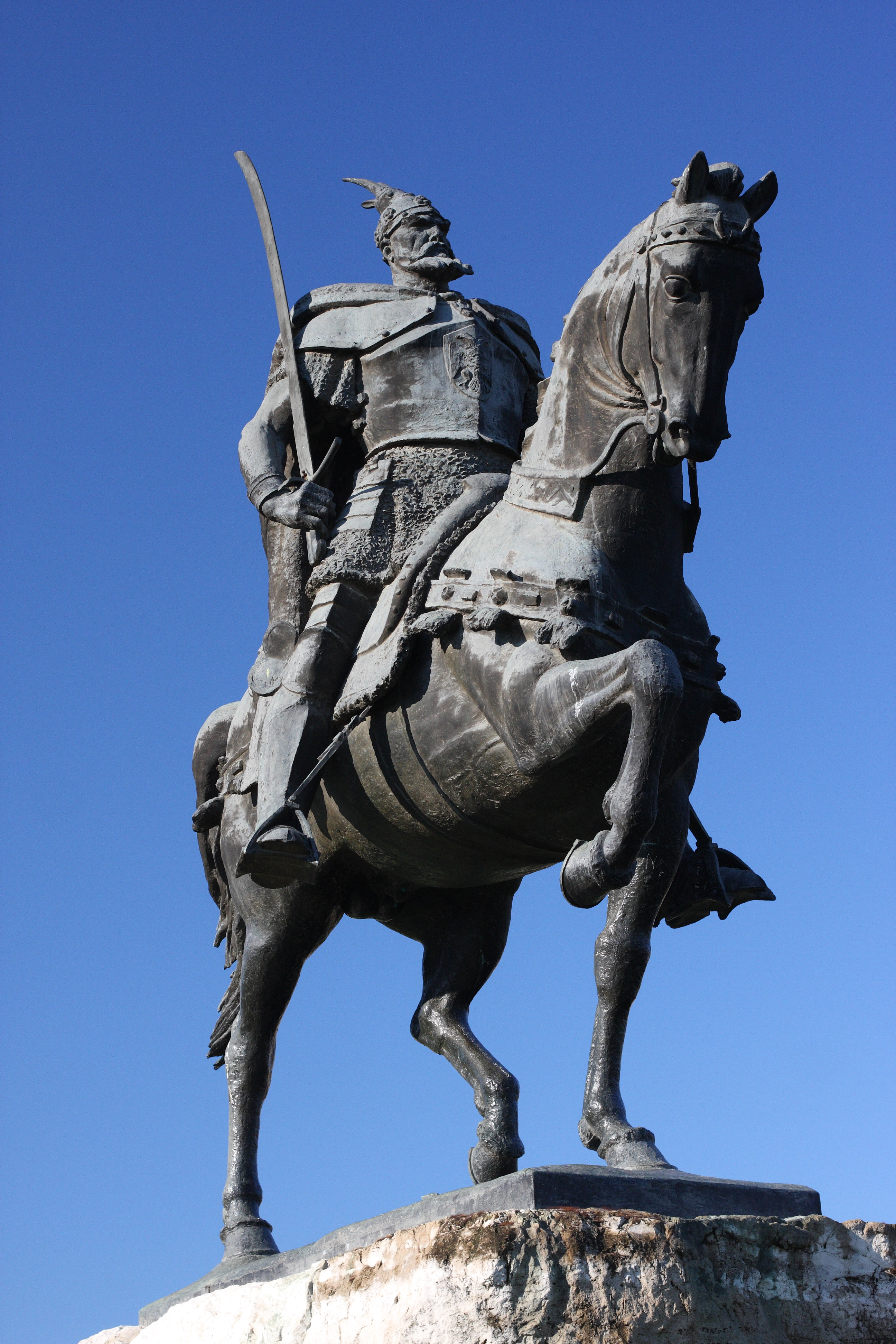
Das Reiterstandbild Skënderbeu (Skanderbeg) wurde 1968 in Zusammenarbeit mit Janaq Paço und Andrea Mano realisiert. Das Monument steht in Tirana auf dem Skanderbeg-Platz.

Die Ausstellung beeinflusste auch die Gründung der Zeichnungsschule (Shkolla e Vizatimit). Paskali war von Anfang an einer ihrer Hauptlehrern. Später wurde er zu deren Leiter ernannt und spielte eine wichtige Rolle in der Festigung der Schule, wie auch in der Entdeckung und Vorbereitung neuer Talente. Nach dem Jahr 1944 wurde gegenüber Odhise Paskali anfangs eine distanzierte Haltung eingenommen. Er wurde nicht in die nationale Ausstellung der Nachkriegszeit im April 1945 eingeladen, obwohl er vorher die Statue des Königs Ahmet Zogu erstellt hatte, wie auch Büsten anderer Persönlichkeiten des Königreichs. Doch der Wert der Bronzestatuen, die auf den Hauptplätzen der Städte standen, hielten seine unversehrte Figur aufrecht und halfen, dass er wieder in die Kunst zurückkehren durfte.
Er nahm sein Schaffen mit den Heldenbüsten Misto Mame (1948) und Vojo Kushi (1949) wieder auf, welche als die schönsten Arbeiten der damaligen Jahre bewertet wurden. Später realisierte er einige Monumente, wie Partizani Çlirimtar (Der befreiende Partisan) und Ndihmë Shokut (Zu Hilfe dem Freunde; Përmet, 1964), Partizani Fitimtar (Der siegende Partisan; Mauthausen, 1968), Skënderbeu (Skanderbeg; Mitautoren Janaq Paço und Andrea Mano; Tirana, 1968), die Büsten Dy Heroinat (Die zwei Heldinnen; Gjirokastra, 1974), Vëllezërit Frashëri (Die Gebrüder Frashëri; Mitautor Thoma Thomai; Tirana, 1978), Idriz Seferi (Priština, 1980) und andere.
Im Jahr 1965 verwirklichte er die gelungenste Version der Büste von Enver Hoxha, die tausendfach wiedererstellt wurde. Sie wurde als das Werk gepriesen, das die Figur des kommunistischen Führers Albaniens am besten widerspiegelte und ähnelte. Für Odhise Paskali wurde das erste Atelier für Bildhauerei eröffnet, die größte in Tirana, und während seines ganzen Lebens zählte er zu den geschätztesten Künstlern in Albanien.

### Letzte Jahre
Sein Atelier verwandelte sich in eine Schule für junge Künstler, wie auch für Studenten und Historiker der Kunst, da Paskali selber auch ein guter Kenner und Studierender der künstlerischen Entwicklungen war. Er arbeitete für einige Jahre als Museumsdirektor der Nationalen Kunstgalerie Tirana und war in seinem Schaffen mehrheitlich frei gewesen.
Immer in der Realisierung von Statuen und Monumenten engagiert schrieb er weiterhin Artikel und Essays über die Kunst, welche im 1986 erschienenen Buch Gjurmë jete (Lebensspuren) gesammelt wurden. Paskali war Mitglied der Akademie der Wissenschaften, für mehrere Jahre der erste aus dem Bereich der Kunst und einer der ersten Künstler, welche die hohe Auszeichnung Skulptor i Popullit (Bildhauer des Volks) erhielten.
Odhise Paskali starb im Jahr 1985 in Tirana, wo er gewohnt und gewirkt hatte.

## Rezeption
Das Lebenswerk von Odhise Paskali, auch wenn es durch den gleichen romantischen Geist beeinflusst war, wird in zwei Perioden geteilt. In der ersten Periode vor dem Jahr 1945 – wo neben den Statuen auch einige Büsten und Bronzefiguren Teil waren – wird es von herausragendem künstlerischen Wert ausgezeichnet.
Die Statuen sind durch die schönen Silhouetten und die harmonische Modellierung nach dem Konzept der Bildhauerei aus der klassischen Antike charakteristisch. In den Büsten dieser Periode findet man eine tiefere Bearbeitung der Psychologie der Personen, mehr künstlerische Interpretation durch den Autoren. Mit diesen Kostbarkeiten wird Odhise Paskali als Gründer der albanischen realistischen Skulptur bezeichnet. Auch in der zweiten Periode nach 1945 zählte er zu den herausragendsten Bildhauern des Landes.
In einigen der Werke aus dieser Phase sieht man eine Bereicherung des künstlerischen Ausdrucks, währenddessen einige andere von pompösen Schemata des Sozialistischen Realismus geprägt sind.
Die Werke Paskalis befinden sich heute in der Nationalen Kunstgalerie, im Historischen Nationalmuseum und einigen anderen Museen und zentralen Institutionen Albaniens. Nach dem Tod wurde sein Atelier in ein Atelier-Museum umfunktioniert, wo sich originale Werke, wie auch Varianten und Kopien in Gips von einigen Monumenten, Statuen und Büsten befanden, deren Originale an anderen Orten, bei Straßen und auf Plätzen Tiranas und anderer Städte.
Im Atelier-Museum wurde auch Paskalis Archiv mit Aufzeichnungen, Dokumenten und anderen Materialien aufbewahrt, welche für die Kunstgeschichte Albaniens von großer Bedeutung sind. Nach den Unruhen von 1990 wurde das Atelier zusammen mit der Mehrheit der Werke beschädigt. Ein Teil des Archivs wird nun von der Stiftung Paskali aufbewahrt, die von der Tochter Odhise Paskalis, Floriana Paskali, gegründet wurde.
Nach den Auszeichnungen Skulptor i Popullit und Akademik (Akademiker), erhielt Paskali auch den Titel Nderi i Kombit (Ehre der Nation). Seinen Namen tragen heute eine Kunstschule im kosovarischen Peć und ein Platz in seiner Heimatstadt Përmet.

## Werkauswahl

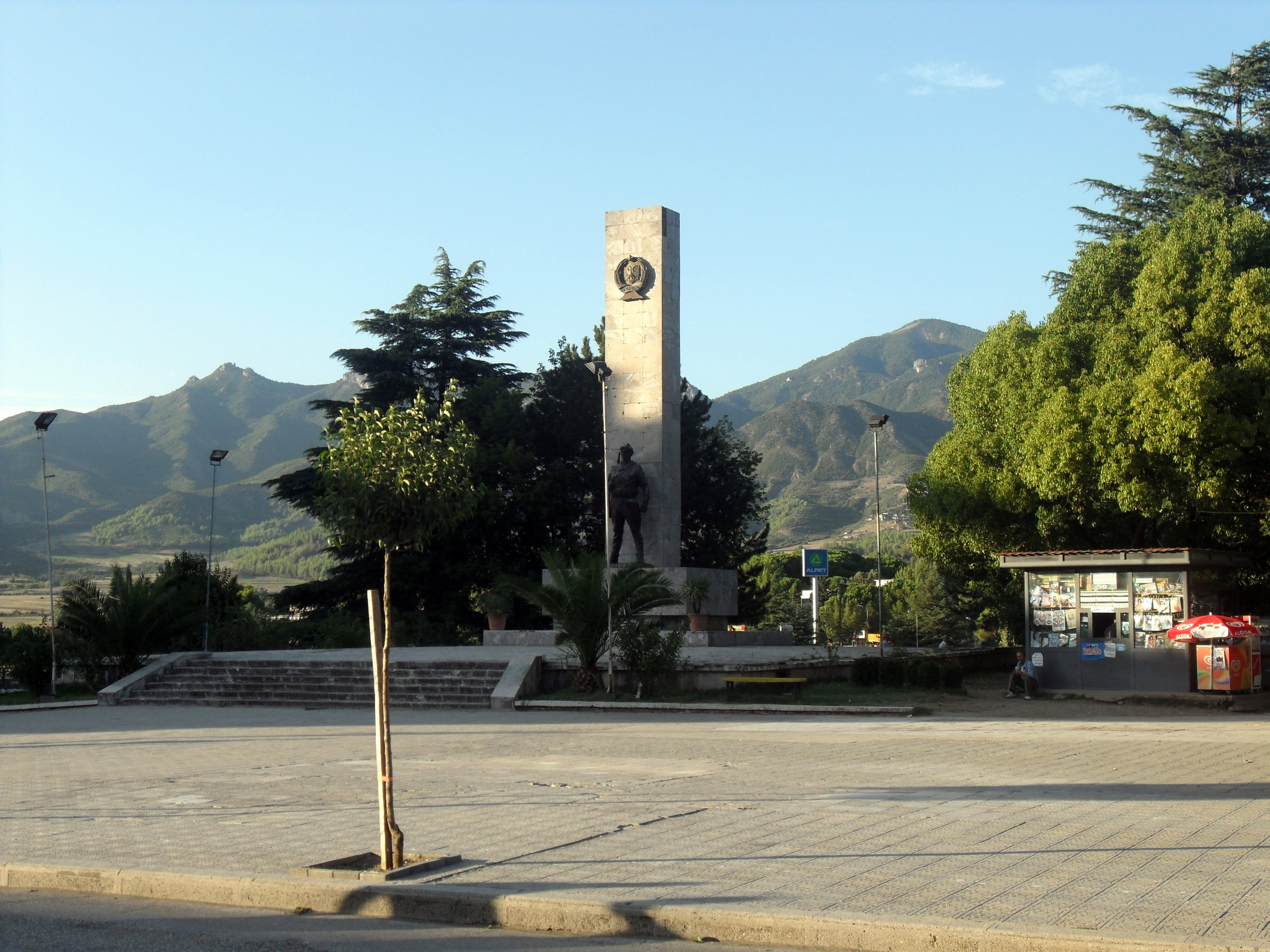
Die Statue Partizani Çlirimtar (Der befreiende Partisan) steht auf dem Hauptplatz von Përmet, seiner Geburtsstadt.

### Monumente
- Luftëtari Kombëtar (Nationalkämpfer), 1932, Korça.
- Flamurtari (Fahnenträger), 1932, Vlora.
- Partizani Çlirimtar (Der befreiende Partisan), 1964, Përmet.
- Ndihmë Shokut (Zu Hilfe dem Freunde), 1964, Përmet.
- Partizani Fitimtar (Der siegende Partisan), 1968, Mauthausen.
- Skënderbeu (Skanderbeg), Mitautoren Janaq Paço und Andrea Mano, 1968, Tirana.

### Skulpturen und Büsten
- I Urituri (Der Hungrige), 1924.
- Mihal Grameno, Bronze, gegossen, 1932, Korça.
- Çerçiz Topulli, Bronze, gegossen, 1934, Gjirokastra.
- Skënderbeu (Skanderbeg), Bronze, gegossen, 1939, Kukës.
- Misto Mame, 1948.
- Vojo Kushi, 1949.
- Dy Heroinat (Die zwei Heldinnen), 1974, Gjirokastra.
- Vëllezërit Frashëri (Die Gebrüder Frashëri), Mitautor Thoma Thomai, 1978, Tirana.
- Idriz Seferi, 1980, Priština.